# Mercury Marine
 (janvier 2023).
Si vous disposez d'ouvrages ou d'articles de référence ou si vous connaissez des sites web de qualité traitant du thème abordé ici, merci de compléter l'article en donnant les références utiles à sa vérifiabilité et en les liant à la section « Notes et références ».
Mercury Marine est une marque d'origine américaine qui fabrique des moteurs marins hors-bord.  Mercury Marine également le principal constructeur de moteurs in-bord à travers les marques Mercury MerCruiser et Mercury Diesel. Mercury Marine appartient au groupe Brunswick Corporation. Ces moteurs sont fabriqués par Mercury Marine dont le siège est aux États-Unis et distribués en Europe par Brunswick Marine.

## Historique
La firme a été fondée et longtemps dirigée par Carl J Kiekhafer (1906 -1983).
La firme Mercury a beaucoup utilisé la compétition motonautique comme vecteur de publicité avec de nombreuses victoires notamment aux 6 heures de Paris et aux 24 Heures de Rouen. Elle était connue pour la qualité et la finition de ses produits, ses moteurs de forte puissance (80 et 100 ch en six-cylindres dès la fin des années 1950) et pour des innovations techniques, comme l'échappement par le moyeu de l'hélice (qui disperse les gaz d'échappement dans le sillage (sans toutefois réduire la pollution). 
Mercury se fit également connaître à travers une écurie de voitures de courses de stock cars très spectaculaires et très populaires aux USA, remportant le championnat américain NASCAR en 1955 et 1956. Les voitures étaient des Chrysler 300C, aux moteurs fortement gonflés (ne pas confondre avec la marque de voitures Mercury, qui est une marque du groupe Ford) .
Lors du déferlement des industriels japonais sur le marché au milieu des années 1970, la Brunswick Corporation, qui avait fusionné en 1961 avec Mercury, passa des accords avec la firme Yamaha pour commercialiser certains moteurs fabriqués au Japon sous la marque Mariner, notamment les 9,9 et 15 ch série « D » très appréciés pour leur compacité et leur robustesse. Une telle politique de sticker engineering (littéralement « conception par l'autocollant »), même si elle  était peu glorieuse, évita à la Brunswick Corporation le sort de sa grande rivale américaine OMC (Johnson Evinrude) qui déclina avant de faire faillite et d'être vendue aux canadiens de Bombardier Produits récréatifs (BRP)
Le siège social mondial est installé à Fond du Lac, au Wisconsin. Il existe deux sièges régionaux, l'un est en Belgique au parc industriel de Petit-Rechain, à Verviers (siège de Brunswick Marine in EMEA - Europe Moyen-Orient et Afrique), l'autre en Australie à Dandenong (siège social de Mercury Marine Australia). Le siège français, Brunswick Marine en France, est situé à La Rochelle.
4 100 employés travaillent chez Mercury Marine dans le monde.  